# Rejoice! I'm Dead!
Albums de Gong
I See You
(2016)
Rejoice! i'm Dead! est le quatorzième album studio de Gong . Il a été publié le 16 septembre 2016, .

## Aperçu
Rejoice! I'm Dead! est le premier album de Gong sorti depuis la mort des cofondateurs Daevid Allen et Gilli Smyth . Dave Sturt a déclaré à propos de l'album: "Inspiré par la lumière, l'amour et le décès de notre cher ami et inspiration, Daevid Allen." 

## Enregistrement
Enregistré aux studios Brixton Hill "et dans l'au-delà", au printemps 2016. 'Model Village' comprend un échantillon de 'Floating Anarchy Manifesto' enregistré aux Bananamoon Observatory Studios, Australie 'Glastonbury Town' a été réalisé dans les studios de répétition de Music Room à Londres le 22 avril 2013.  'The Paragraph Time Chose To Forget' enregistré à The Lighhouse, Dealn le 27 janvier 2016.
DVD : Son Surround 5.1 mixé aux Soord Studios. Surround 5.1 masterisé au Super Sound Mastering

## Sortie
L'album est sorti le 16 septembre 2016 chez Madfish sur CD (en digipak) et vinyle LP. Une version double CD / DVD-Audio dans un livre relié de luxe 12″ 44 pages est également disponible avec l'album, un CD bonus d'extras et un disque DVD-Audio avec mixages stéréo 24/96 PCM stéréo et DTS 96/24 5.1.

## Liste des pistes

### Disque un. Rejoice! I'm Dead!
| No | Titre                           | Durée |
| -- | ------------------------------- | ----- |
| 1. | The Thing That Should Be        | 3:34  |
| 2. | Rejoice!                        | 10:17 |
| 3. | Kaptial                         | 3:21  |
| 4. | Model Village                   | 6:43  |
| 5. | Beatrix                         | 2:54  |
| 6. | Visions                         | 4:29  |
| 7. | The Unspeakable Stands Revealed | 11:49 |
| 8. | Through Restless Seas I Come    | 6:58  |
| 9. | Insert Yr Own Prophecy          | 9:36  |

### Disque deux. Floating Anarchy Manifesto
| No  | Titre                                                | Durée |
| --- | ---------------------------------------------------- | ----- |
| 10. | Floating Anarchy Manifesto                           | 4:27  |
| 11. | Someone You'll Never Be                              | 5:55  |
| 12. | Kapital (Original Demo)                              | 2:16  |
| 13. | Electricity (Original Demo - Became Part Of Kapital) | 1:58  |
| 14. | Glastonbury Town (Rehearsal Recording)               | 8:28  |
| 15. | Celestial Brigadier (Rehearsal Recording)            | 14:00 |
| 16. | The Paragraph Time Chose To Forget (Inspiral Trio)   | 4:25  |

### DVDA/V - MLP & DTS 5.1 et stéréo LPCM
| No | Titre                           | Durée |
| -- | ------------------------------- | ----- |
| 1. | The Thing That Should Be        |       |
| 2. | Rejojce!                        |       |
| 3. | Kapital                         |       |
| 4. | Model Village                   |       |
| 5. | Beatrix                         |       |
| 6. | Visions                         |       |
| 7. | The Unspeakable Stands Revealed |       |
| 8. | Through Restless Seas I Come    |       |
| 9. | Insert Yr Own Prophecy          |       |

## Personnel

### Gong
- Kavus Torabi ( Cardiacs, Knifeworld ) - chant, guitare
- Fabio Golfetti - guitare, chant
- Dave Sturt ( Jade Warrior ) - basse, chant
- Ian East - sax, flûte
- Cheb Nettles - batterie, chant
- Daevid Allen - voix (4, 5, 10)
- Steve Hillage - guitare solo (2)
- Didier Malherbe - duduk (4, 8)
- Graham Clark : violon (1, 11)

### Crédits de production
Produit par Gong
- That Girl - Couverture, Illustration
- Gong, Nick Howiantz - ingénieur
- 57design.co.uk - Mise en page, illustration [Gong Mandala]
- Andy Jackson, Neil Wilkes (DVD) - mastering
- Dave Sturt, Mark Cawthra - mixte